# Un lâche
Pour le film, voir Un lâche (film, 1920).
Un lâche est une nouvelle de Guy de Maupassant, parue en 1884.

## Historique
Un lâche est initialement publiée dans la revue Le Gaulois du 27 janvier 1884, puis dans le recueil Contes du jour et de la nuit en 1885.

## Résumé
Le Vicomte Gontran-Joseph de Signoles est un homme heureux : il possède une fortune convenable, est reçu dans le monde, continue d'être recherché par les valseuses et, pour se distraire, il pratique l'épée et le tir au pistolet.
Ayant invité deux couples d'amis après le théâtre à manger une glace chez Tortoni, une des dames du groupe est gênée par un homme qui la regarde avec insistance. Signoles se lève et intime l'ordre à l'individu de cesser cette insistance ; l'autre répond « Vous allez me ficher la paix, vous ». Signoles réplique : « Prenez garde, monsieur, vous allez me forcer à passer la mesure » . L'inconnu sort une injure qui fait sursauter tous les gens présents. Signoles le gifle. Les cartes de visites sont échangées.
De retour chez lui, Signoles est agité. Il ne sait que faire. Pourquoi ce Georges Lamil s'est-il conduit de cette façon ? Que choisir ? L'épée où l’on risque moins de mourir, ou le pistolet avec lequel les duels ont l’habitude de ne pas aller jusqu'au bout ? Il ne dort pas. Il pose ses conditions à ses témoins : il veut le pistolet, « vingt pas, au commandement, en levant l'arme au lieu de l'abaisser. Échange de balles jusqu'à blessure grave. » Puis il retourne chez lui et, pour se calmer, boit un carafon de rhum.
Ses témoins qui sont allés voir l’adversaire reviennent le prévenir que ce dernier accepte les conditions qu'il a fixées. Signoles, seul chez lui, est pris d’une peur panique : pourquoi ce Lamil, qui n'est pas connu comme tireur, a-t-il accepté ses conditions ? Comment lui, Signoles, va-t-il se conduire demain ? Il essaie un pistolet. Il tremble. Il est impossible qu'on le voie trembler demain matin : il prend son pistolet, l'enfonce au fond de sa gorge et se suicide.

## Postérité
Dans Soldat noir, court métrage de Jimmy Laporal-Trésor (2021), Un lâche est étudié et discuté dans une classe de français. Le personnage du jeune Noir Hugues s'oppose à son professeur qui demande comment on peut comme Signoles se donner la mort par peur de mourir en lui rétorquant : « Ce n'est pas la peur de mourir, c'est la peur de ne pas être à la hauteur ».

## Éditions
- Un lâche, dans Maupassant, Contes et Nouvelles, tome I, texte établi et annoté par Louis Forestier, éditions Gallimard, Bibliothèque de la Pléiade, 1974  (ISBN 978 2 07 010805 3).